# Lars-Erik Ericsson
Lars-Erik Ericsson (né le 5 juillet 1950) est un joueur professionnel suédois de hockey sur glace.

## Carrière en club
En 1975, il commence sa carrière avec le Brynäs IF dans l'Elitserien.

## Statistiques
| Saison    | Équipe    | Ligue      |    | Saison régulière | Saison régulière | Saison régulière | Saison régulière | Saison régulière |   | Séries éliminatoires | Séries éliminatoires | Séries éliminatoires | Séries éliminatoires | Séries éliminatoires |
| Saison    | Équipe    | Ligue      | PJ | B                | A                | Pts              | Pun              | PJ               | B | A                    | Pts                  | Pun                  |                      |                      |
| 1975-1976 | Brynäs IF | Elitserien | 34 | 35               | 18               | 53               | 40               | -                | - | -                    | -                    | -                    |                      |                      |
| 1976-1977 | Brynäs IF | Elitserien | 34 | 20               | 17               | 37               | 9                | -                | - | -                    | -                    | -                    |                      |                      |
| 1977-1978 | AIK IF    | Elitserien | 33 | 19               | 10               | 29               | 23               | -                | - | -                    | -                    | -                    |                      |                      |
| 1978-1979 | AIK IF    | Elitserien | 32 | 19               | 12               | 31               | 25               | -                | - | -                    | -                    | -                    |                      |                      |
| 1979-1980 | AIK IF    | Elitserien | 26 | 14               | 6                | 20               | 8                | -                | - | -                    | -                    | -                    |                      |                      |
| 1980-1981 | AIK IF    | Elitserien | 35 | 18               | 13               | 31               | 24               | -                | - | -                    | -                    | -                    |                      |                      |
| 1981-1982 | AIK IF    | Elitserien | 21 | 8                | 5                | 13               | 10               | -                | - | -                    | -                    | -                    |                      |                      |